# South Fremantle
South Fremantle är en del av en befolkad plats i Australien. Den ligger i kommunen Fremantle och delstaten Western Australia, omkring 16 kilometer sydväst om delstatshuvudstaden Perth. Antalet invånare är 2 794.
Runt South Fremantle är det tätbefolkat, med 383 invånare per kvadratkilometer.. Närmaste större samhälle är Perth, omkring 16 kilometer nordost om South Fremantle. 
Runt South Fremantle är det i huvudsak tätbebyggt. Genomsnittlig årsnederbörd är 1 018 millimeter. Den regnigaste månaden är maj, med i genomsnitt 176 mm nederbörd, och den torraste är februari, med 9 mm nederbörd.